# FreeRice
FreeRice (gạo miễn phí) là một trang web từ thiện nơi người dùng chơi một trò chơi kiểm tra và nâng cao vốn từ tiếng Anh để quyên góp gạo giúp những người bị đói trên thế giới.

## Hoạt động của trang
FreeRice bắt đầu hoạt động từ ngày 7 tháng 10 năm 2007. Trang web này do John Breen, một lập trình viên máy tính ở Bloomington, Indiana, tạo ra, ông cũng là người đã tạo các trang thehungersite.com, therainforestsite.com và Poverty.com.  Breen đã tạo trang web này và gõ vào toàn bộ 10.000 mục từ sau khi quan sát con trai mình học tiếng Anh cho kì thi SAT.

## Hình thức trò chơi
Người ghé thăm trang web sẽ thấy câu hỏi gồm một từ tiếng Anh và 4 định nghĩa. Nếu người dùng chọn được định nghĩa đúng, FreeRice.com ủng hộ 10 hạt gạo cho Liên Hợp Quốc. Sau đó, một câu hỏi khác sẽ được hiển thị. Các hình ảnh đồ họa tượng trưng cho 100 và 1000 hạt gạo được hiện trên bảng điểm nếu tổng điểm của người chơi đạt tới các con số này. Nhiều mốc điểm khác nhau được biểu thị bởi nhiều thông điệp khuyến khích như: "You have donated 10,000 grains of rice. Wow! Now THAT is impressive!" sau khi hạt gạo thứ 10.000th được quyên góp, và sau 20.000 hạt, "You have donated 20,000 grains of rice. Wow! We're speechless!" Sau mỗi vạn hạt tiếp đó, thông điệp hiện ra là "Wow! We're STILL speechless!". Thông điệp khuyến khích cuối cùng hiện ra khi người chơi đạt 100.000 hạt: "You have donated 100,000 grains of rice. May you have a lifetime of happiness..." và sau đó con số quay về 0 hạt.

Độ khó của mỗi từ được hỏi được tính từ 1 đến 50 (từ ngày 27 tháng 1 năm 2008, mức cao nhất được tăng lên 55, dành cho những từ khó nhất). Trò chơi bắt đầu bằng 4 câu hỏi khởi động để xác định độ khó ban đầu của vốn từ. Từ câu thứ 15 trở đi, 3 câu trả lời đúng liên tiếp sẽ có tác dụng tăng độ khó thêm 1. Mỗi câu trả lời sai hạ độ khó xuống 1 mức. Người chơi có thể chơi bao lâu tùy thích. Trò chơi tự xác định độ khó bằng việc phân tích kết quả kết quả chơi của tất cả mọi người.
Một biểu tượng loa được gắn vào mỗi từ để người chơi có thể nghe phát âm của từ đó.

## Hoạt động
Để đổi lấy việc được quảng cáo trên trang web này, nhiều nhà tài trợ đóng góp tiền để trả tiền gạo và các chi phí khác để điều hành FreeRice. Phần quyên góp được Chương trình Lương thực Thế giới (WFP) của Liên Hợp Quốc phân phát, bắt đầu là tại Bangladesh vào đầu năm 2008. Tới tháng 2 năm 2008, tác giả của trang web FreeRice đã trao cho WFP hơn $213.000, tổ chức này khuyến khích mọi người đến FreeRice.com. Ngày 20 tháng 11 WFP mở một chiến dịch 'feed a child for Thanksgiving'.

## Hiệu quả
Một tháng sau khi bắt đầu chương trình tiếp thị qua các mạng xã hội (viral marketing), những người chơi tại FreeRice đã thu được đủ điểm cho một tỉ hạt gạo. Chương trình Lương thực Thế giới tuyên bố rằng lượng gạo này đủ một ngày lương thực cho 50.000 người. Như vậy, khoảng 20.000 hạt gạo cung cấp đủ năng lượng cho một người lớn trong một ngày. Với tính toán này, theo con số tổng đến ngày 28 tháng 12 năm 2007, số gạo quyên được mỗi ngày đủ cho 7.019,15 người ăn.

## Giải thưởng
FreeRice được trao giải "Find of the Year" 2007 ở lĩnh vực từ thiện.

## Các mốc
- 7 tháng 10 năm 2007 - FreeRice ra mắt với 830 hạt gạo quyên được trong ngày đầu tiên
- 10 tháng 11 năm 2007 - FreeRice vượt mốc 100.000.000-hạt một ngày, với 122.377.240 hạt quyên được
- 28 tháng 11 năm 2007 - Với hỗ trợ tiếp tục từ các nhà tài trợ, FreeRice tăng gấp đôi số hạt thu được cho mỗi câu trả lời đúng (từ 10 lên 20).
- 17 tháng 12 năm 2007 - FreeRice vượt mốc 300.000.000-hạt một ngày, với 358.559.540 hạt quyên được
- 19 tháng 12 năm 2007 - tổng cộng 10.000.000.000 hạt quyên được
- 20 tháng 1 năm 2008 - tổng cộng 15.000.000.000  hạt quyên được
- 25 tháng 2 năm 2008 - tổng cộng 20.000.000.000  hạt quyên được